# Malignant
Pour plus de détails, voir Fiche technique et Distribution.
Malignant (littéralement « Malin »), ou Malfaisant au Québec, est un film d'horreur américain coproduit et réalisé par James Wan, sorti en 2021.

## Synopsis
Madison commence à avoir des visions, dans lesquelles elle assiste à d'horribles meurtres, commis par une entité vicieuse. Il se pourrait que ce lien avec le meurtrier soit en lien avec son passé…

## Fiche technique
Sauf indication contraire, les informations mentionnées dans cette section peuvent être confirmées par la base de données cinématographiques IMDb,  présente dans la section « Liens externes ».
- Titre original et français : Malignant
- Titre québécois : Malfaisant
- Réalisation : James Wan
- Scénario : Akela Cooper, d'après une histoire de James Wan, Ingrid Bișu et Akela Cooper
- Musique : Joseph Bishara
- Direction artistique : David Scott
- Décors : Desma Murphy
- Costumes : Lisa Norcia
- Photographie : Michael Burgess
- Montage : Kirk M. Morri
- Production : Michael Clear et James Wan
- Coproduction : Jennifer Conroy
- Production déléguée : Ingrid Bișu, Richard Brener, Peter Luo, Eric McLeod, Hans Ritter et Judson Scott
- Sociétés de production : Atomic Monster, Boom! Studios, New Line Cinema et Starlight Culture Entertainment
- Sociétés de distribution : Warner Bros. / HBO Max (États-Unis)
- Budget : n/a
- Pays de production :  États-Unis
- Langue originale : anglais
- Format : couleur
- Genre : horreur, thriller, policier, fantastique
- Durée : 111 minutes
- Dates de sortie[1] :
  - France : 1er septembre 2021
  - États-Unis : 10 septembre 2021
- Classification[2]:
  - États-Unis : R - Restricted
  - France : Interdit aux moins de 12 ans avec avertissement, lors de sa sortie en salles[3], mais Interdit aux moins de 16 ans lors de sa diffusion télévisée.

## Distribution
- Annabelle Wallis (VF : Aurore Bonjour ; VQ : Dominique Laniel) : Madison Mitchell / Emily May
- Maddie Hasson (VF : Karine Foviau ; VQ : Lauriane S. Thibodeau) : Sydney Lake
- George Young (en) (VF : Stanislas Forlani ; VQ : Maël Davan-Soulas) : le lieutenant Kekoa Shaw
- Michole Briana White (en) (VF : Daria Levannier ; VQ : Marika Lhoumeau) : le lieutenant Regina Moss
- Jean Louisa Kelly (VF : Flora Brunier) : Serena May
- Susanna Thompson (VF : Laurence Dourlens ; VQ : Anne Dorval) : Jeanne
- Jake Abel (VF : Axel Kiener) : Derek Mitchell
- Jacqueline McKenzie (VF : Marie-Ève Dufresne ; VQ : Élise Bertrand) : Dr Florence Weaver
- Christian Clemenson (VF : Jean-François Vlérick) : Dr Victor Fields
- Mercedes Colon : Mendez
- Ingrid Bișu (VF : Zina Khakoulia) : Winnie
- Paula Marshall (VF : Delphine Braillon) : Beverly Woods
- Zoë Bell (VF : Laura Zichy) : Scorpion
- Shaunte Lynette Johnson (VF : Chloé Renaud) : Beta
- Marina Mazepa (apparence physique) et Ray Chase (voix) (VF : David Krüger ; VQ : Jean-François Beaupré) : Gabriel May
- Mckenna Grace (VF : Lisa Caruso ; VQ : Lhasa Morin) : Madison, jeune
- Madison Wolfe : Serena, jeune
- Andy Bean (en) : Frank Lake
- Patricia Velásquez : l'infirmière Velasquez
- Mike Mendez : un garde de l'hôpital

 Source et légende : version française (VF) sur RS Doublage

## Production

### Genèse et développement
En juillet 2019, James Wan est annoncé comme réalisateur d'un film produit par New Line Cinema, écrit par Akela Cooper et J. T. Petty et basé sur une idée de l'actrice Ingrid Bișu. Cette dernière participe également à la production du film notamment avec Michael Clear et la société Atomic Monster Productions de James Wan. En octobre 2019, James Wan précise que le film n'est pas du tout lié à son roman graphique Malignant Man (en), publié en 2011 : « Ce n'est pas du tout un film de super-héros. Malignant est un thriller original basé sur aucune œuvre existante »,. Le cinéaste déclare ensuite : « C'était censé être un “petit thriller d'horreur” réalisé entre deux grosses productions, mais la pandémie l'a finalement poussé aussi loin que les grands. Je suis super excité. Je ne sais même pas comment le décrire. Je voulais faire quelque chose d'original et de différent de mes autres longs métrages, mais toujours dans l'esprit des films d'horreur avec lesquels j'ai grandi ».

### Attribution des rôles
En août 2019, Annabelle Wallis, George Young (en) et Jake Abel sont annoncés,,. En septembre 2019, Maddie Hasson, Michole Briana White (en) et Jacqueline McKenzie rejoignent, elles, aussi la distribution,. Mckenna Grace est confirmée en mars 2020.

### Tournage
Le tournage débute le 24 septembre 2019,, à Los Angeles. Les prises de vue s'achèvent le 8 décembre 2019.

## Accueil
Le film devait initialement sortir le 14 août 2020 aux États-Unis. Cependant, en raison de la pandémie de Covid-19, il est annoncé qu'en mars 2020, la sortie sera repoussée. Warner Bros. annonce ensuite que, comme tous ses films prévus pour 2021, Malignant sortira simultanément au cinéma et sur HBO Max. Il sortira le 10 septembre 2021. Il sortira dans un premier temps à l’international, où le service HBO Max n'est pas disponible comme en France où il sortira le 1er septembre 2021, soit neuf jours avant sa sortie américaine[réf. nécessaire].

### Box-office
| Pays ou région | Box-office      | Date d'arrêt du box-office | Nombre de semaines |
| -------------- | --------------- | -------------------------- | ------------------ |
| États-Unis     | 13 391 791 $    | 21 octobre 2021            | 6                  |
| France         | 147 634 entrées | 28 septembre 2021          | 4                  |
| Total mondial  | 33 991 791 $    | 21 octobre 2021            | 6                  |